# Pedro Milesi
Pedro Milesi (Buenos Aires, 8 de octubre de 1888; junio de 1981) fue un obrero municipal y dirigente sindical argentino. Usó también los seudónimos Pedro Maciel y Eduardo Islas. Fue un activista anarquista, luego socialista, comunista y trotskista. 

## Biografía

### Primeros pasos
El padre era un pequeño contratista de la construcción que trabajaba por cuenta propia con un peón. La madre enseñaba francés en un colegio religioso. Pedro cursó la escuela primaria hasta tercer grado; tenía 10 años cuando su padre lo sacó para que lo ayudara a revolver la mezcla y acarrear baldes sobre los andamios; los domingos debía ayudar en la celebración de la misa, puesto que su familia era católica practicante.
Disconforme con esta vida, a los 14 años dejó la casa paterna con lo que tenía puesto, y recorrió el país en los trenes de carga, con su "linyera" o bolso: zafra de la caña de azúcar en el norte, cosecha de cereales en el centro, de arvejas y papas hasta la barrera del río Colorado: la típica vida del peón golondrina. Pedro Milesi tuvo divergencias de carácter religioso con su padre.  Objetor de conciencia al servicio militar, emigró a Uruguay en 1908, y volvió con la amnistía concedida en 1910 (Centenario de la Revolución de Mayo). 

### Dirigente obrero y sindical
En Montevideo vivió en el Centro Internacional, refugio de exiliados proletarios de distintos países, donde se desarrollaba una intensa actividad cultural: grupo teatral, representaciones en prosa y verso, recitales, lecturas comentadas. En esos años leyó toda la poesía y el teatro que caía en sus manos: a los 90 años todavía recitaba de memoria poemas clásicos aprendidos entonces.
Volvió a los campos de Santa Fe, adquirió con un grupo de compañeros una máquina "corta-trilla" tirada por caballos, y recorrieron las chacras de los pequeños y medianos arrendatarios cosechando "al tanto". Paralelamente impulsaron la creación de numerosos Centros de Estudios Sociales, donde arrendatarios, colonos y peones aprendían a leer y a escribir, discutían los problemas políticos y sociales y se organizaban.
En 1912 se produce en Alcorta la primera huelga agraria, a la que dieron su apoyo los Sindicatos de Oficios Varios, donde Pedro militaba. Derivando en el Grito de Alcorta, una huelga contra los terratenientes de Santa Fe y el este de Córdoba, de la que participó. Pedro Milesi apoyó a los chacareros díscolos y sufrió la represión por parte de las fuerzas del Estado que asesinaron al chacarero Francisco Mena y al  obrero gráfico Eduardo Barros. Luego de este episodio se trasladó a Buenos Aires.
Allí Milesi conoció a José Boglich, cuya actividad y cuyos libros El problema agrario y la crisis actual y La cuestión agraria tuvieron gran influencia en el movimiento campesino que se desarrolló en la pampa gringa entre 1912 y 1921. Boglich y un obrero metalúrgico proporcionaron a Milesi material teórico sobre economía política e historia del movimiento obrero internacional.
De nuevo en Buenos Aires, aprendió a armar "vitraux d'art" (trozos de vidrio unidos con plomo que ornamentaban ciertas ventanas y puertas), participó en la organización del gremio de esa especialidad, y más tarde intervino en la fundación del sindicato de la industria metalúrgica, que agrupó a los antiguos sindicatos de oficio en una sola organización.
En enero  de 1919 Pedro Milesi estaba fundando el Sindicato Obrero de la Industria Metalúrgica. Fue miembro fundador y primer secretario. Actuó en las barricadas frente a los Talleres Vasena durante la semana trágica de enero de ese año. Fue parte de la comitiva que marchó por la avenida Corriente hasta el cementerio de la Chacarita que fue duramente reprimida por las fuerzas estatales.  
Trabajó de carpintero armador y fue Secretario de Actas del sindicato de carpinteros. Fue culpado de homicidio e infracción de la ley social .El fiscal le pidió  25 años  de cárcel y 5 de reclusión solitaria. El juicio fue oral y  el acusado contó con el apoyo de una manifestación obrera. Pedro Milesi fue absuelto de los cargos.   Entre 1920 y 1921 fue detenido nuevamente y encarcelado en el penal de Ushuaia. Fue liberado después de un año y medio de detención.  
Se afilió al Partido Socialista Argentino y contribuyó a la creación de la Biblioteca del Centro Socialista de Villa Crespo, erigida con el trabajo personal de carpinteros, ebanistas, vidrieros, pintores, albañiles, soldadores, azulejistas. Luego de la Revolución Rusa se sumó al partido comunista argentino.  Participó como delegado en el congreso de Unidad Gremial (6 al 13 de marzo de 1922) donde nació la Unión Sindical Argentina, y fue también delegado a su primer Congreso Ordinario, en abril de 1924. Escribía regularmente en La Organización Obrera (órgano oficial de la Unión), y mantuvo correspondencia en italiano y francés con dirigentes sindicales europeos. En 1925 fue expulsado del Partido Comunista debido a disidencias que tuvo Pedro Milesi. El motivo fue la estrategia frente al surgimiento del nazismo. Milesi pensaba que había que construir un frente único de los trabajadores contra los fascistas pero la dirección comunista se negó a aliarse con otros sectores socialistas  considerados  reformistas o no revolucionarios. Pedro Milesi fue expulsado y si bien apeló la decisión a Moscú no fue escuchado.  Pasó entonces a militar en la Oposición Comunista de Izquierda.
En 1930 el gobierno militar de José Félix Uriburu lo detuvo y lo confinó en el penal de Ushuaia, donde pasó un invierno. En 1936 facultado por la USA fundó la Comisión Coordinadora de Ayuda a España Republicana en el marco de la guerra civil española.   En 1941 es nombrado miembro del Comité Central de la USA en su segundo congreso. 
En 1945 propició la constitución de una alternativa política diferenciada tanto de la Unión Democrática como de la Alianza constituida por el Partido Laborista y la Junta Renovadora de la Unión Cívica Radical, que auspiciaba la candidatura de Juan Domingo Perón. Su moción no tuvo éxito.
Trabajó de peón municipal empedrando las calles de Buenos Aires hasta su jubilación en 1951.

### En Córdoba
Entre 1948 y 1950 se jubiló y dejó la actividad sindical. Se radicó en Córdoba (Bialet Massé), y a mediados de la década de 1960 volvió a relacionarse con estudiantes y activistas sindicales; estableció amistad con Agustín Tosco, secretario general del sindicato provincial de Luz y Fuerza. Se establecerá en Chile en 1955, regresando en 1962. 
Hacia 1970 concurría asiduamente a ese Sindicato y al local de SITRAC-SITRAM, daba charlas, intervenía en asambleas, jornadas y congresos de trabajadores. Participó en el dictado de cursos sobre historia del movimiento obrero argentino e internacional, para militantes y activistas de distintos sindicatos y agrupaciones gremiales y estudiantiles. Fue elegido presidente de los plenarios de Sitrac Sitram en 1971 cuando tenía 83 años.

### Su muerte y su legado
Murió en junio de 1981. Legó su único bien -el departamento donde vivía- para contribuir a la educación solidaria y al desarrollo del pensamiento autónomo de los trabajadores.
El hombre que no había cursado más que tres años en la escuela primaria, organizó decenas de centros de estudios sociales, creó bibliotecas, escribió artículos en revistas extranjeras y argentinas, aprendió otros idiomas para cartearse con dirigentes obreros, dictó cursos, intervino activamente en la organización de los trabajadores. Solía decir que había aprendido los rudimentos de la astronomía, la física, la geología, la antropología, en los libritos de la Escuela Moderna, del catalán Francisco Ferrer. Hasta sus últimos días fue un lector obstinado, tenaz, que cuestionaba metódicamente cuanto pasaba ante su vista y que se interesaba por toda la ciencia, no solo con el objeto de acumular conocimiento, sino para actuar: llegó a leer las obras de Freud para entender mejor los trastornos de conducta de uno de sus allegados.